# Walter Migula
Emil Friedrich August Walter (Żyrowa, 4 novembre 1863 – Eisenach, 1938) è stato un botanico polacco naturalizzato tedesco.

## Biografia
Nel 1890 conseguì la sua abilitazione in botanica presso l'Istituto di Tecnologia di Karlsruhe, dove trascorse diversi anni come professore. A Karlsruhe, lavorò anche nel reparto batteriologico dell'Istituto per la ricerca alimentare. Fu professore di Botanica all'Accademia di Ricerca di Eisenach.
Pubblicò molti articoli sui temi della botanica crittogame, batteriologia e fisiologia vegetale. Egli ricordato per aver descritto il genere Pseudomonas di proteobatteri e per la pubblicazione di Kryptogamen-Flora von Deutschland, Deutsch-Österreich und der Schweiz, un'opera connessa all'opera di Otto Wilhelm Thomé.
Altre importanti opere di Migula sono:
- Die Bakterien, 1891
- System der bakterien. Handbuch der morphologie, entwicklungsgeschichte und systematik der bakterien, 1897–1900. (2 volumi)
- Pflanzenbiologie, 1900[2]
- Morphologie, Anatomie und Physiologie der Pflanzen.